# Spodoptera uniformis
Spodoptera uniformis är en fjärilsart som beskrevs av Swinhoe 1890. Spodoptera uniformis ingår i släktet Spodoptera och familjen nattflyn. Inga underarter finns listade i Catalogue of Life.